# Fala Mal de Mim (canção)
"Fala Mal de Mim" (estilizada em letras maiúsculas) é uma canção dos artistas musicais brasileiros Pedro Sampaio, Daniel Caon e Wesley Safadão. A canção foi lançada para download digital e streaming através da Warner Music como single em 28 de janeiro de 2021.

## Lançamento e promoção
A faixa foi anunciada em 27 de janeiro de 2021, com um teaser publicado nas redes sociais do cantor com um trecho da canção e uma ação promocional em um shopping no Rio de Janeiro com ursinhos de todos os tamanhos. Fala Mal de Mim foi lançado para download digital e streaming como o primeiro single do álbum Chama Meu Nome em 16 de setembro de 2021.

## Apresentações ao vivo
Sampaio cantou a música pela primeira vez em 5 de março de 2021 na vigésima primeira temporada do Big Brother Brasil. Em 11 de abril, Sampaio apresentou a música no Domingão do Faustão. Em 4 de março de 2022, Sampaio performou a canção na vigésima segunda temporada do Big Brother Brasil.

## Faixas e formatos
| Download digital / streaming |                   |         |  |
| N.º                          | Título            | Duração |  |
| 1.                           | "Fala Mal de Mim" | 2:34    |  |

## Desempenho comercial
A faixa foi um sucesso comercial, conquistando um disco de ouro, o que representa mais de 40 mil cópias vendidas. Além de alcançar a posição #29 na parada de músicas do Spotify nacional, o single também apareceu nos rankings virais do Brasil e de Portugal. No YouTube, o clipe ultrapassou 14 milhões de visualizações em apenas três semanas.

### Tabelas semanais
| Tabela musical (2021) | Melhor posição |
| --------------------- | -------------- |
| Brasil (Top 200)      | 29             |
| Portugal (AFP)        | 73             |

## Vendas e certificações
| Região                                                        | Certificação | Vendas  |
| ------------------------------------------------------------- | ------------ | ------- |
| Brasil (Pro-Música Brasil)                                    | Ouro         | 40,000‡ |
| ‡vendas+valores de streaming baseados somente na certificação |              |         |

## Histórico de lançamento
| Região | Data                  | Formato(s)                 | Gravadora(s) | Ref.  |
| ------ | --------------------- | -------------------------- | ------------ | ----- |
| Várias | 28 de janeiro de 2021 | Download digital streaming | Warner       | [ 4 ] |